# شهرستان اویچی
ناحیهٔ اویچی (به ازبکی: Uychi District) یک ناحیه در ازبکستان است که در ولایت نمنگان واقع شده‌است. ناحیه اویچی ۳٬۰۹۸ کیلومتر مربع مساحت و ۱۸۴٬۰۴۷ نفر جمعیت دارد.